# Isaiah Jones
Isaiah Benjamin Montell Jones (Lambeth, Inglaterra, 26 de junio de 1999) es un futbolista británico-guyanés que juega de delantero en el Luton Town F. C. de la League One.
Nacido en Inglaterra, representa a la selección nacional de Guyana.

## Trayectoria

### Middlesbrough
Jones se unió a Middlesbrough en el verano de 2019 junto a Sam Folarin después de ayudar a Tooting & Mitcham a lograr un sexto lugar en la División Isthmian South Central.
Después de anotar tres goles en tres apariciones en la Premier League 2 durante diciembre de 2019, Jones fue nominado para el premio al jugador del mes de la PL2, perdiendo ante Tahith Chong del Manchester United.
El 31 de enero de 2020, Jones se unió al club St Johnstone de la Premiership escocesa en calidad de préstamo hasta el final de la temporada. Hizo su debut con el club el 8 de febrero de 2020 en la Copa de Escocia, entrando como suplente de último momento contra el Ayr United, que St. Johnstone ganó 1-2 en Somerset Park.
Hizo su debut con el primer equipo del Middlesbrough en la FA Cup en enero de 2021, entrando como suplente en la derrota por 2-1 ante el Brentford. Más tarde ese mes, el 29 de enero de 2021, Jones se unió al club Queen of the South del Scottish Championship en calidad de préstamo hasta el final de la temporada. En su debut con el club, marcó su primer gol en la derrota por 2-1 ante el Alloa Athletic.
Hizo su debut en la Liga de Fútbol Inglesa en la jornada inaugural de la temporada 2021-22, entrando como suplente en el empate 1-1 ante el Fulham, y obtuvo su primera titularidad con el Middlesbrough unos días después en la derrota por 3-0 ante el Blackpool en la EFL Cup. Firmó un nuevo contrato en noviembre de 2021, hasta el verano de 2025. Después de marcar su primer gol sénior en la victoria por 1-0 contra el Swansea City, registrar ambas asistencias en la victoria por 2-1 sobre el Blackpool y ganar el penalti decisivo contra el AFC Bournemouth, además de registrar cuatro porterías a cero, Jones fue galardonado con el premio al Jugador del Mes del Campeonato de la EFL de diciembre de 2021 y su nuevo entrenador Chris Wilder ganó el premio al Entrenador del Mes.El 17 de abril de 2024, Jones firmó un nuevo contrato de tres años con el club.

### Luton Town
El 10 de enero de 2025, Jones firmó con el Luton Town del Championship. Aunque el monto no fue revelado, algunos informes locales sugirieron que el acuerdo podría alcanzar los £5 millones con complementos.

## Selección nacional
En agosto de 2024 fue convocado a la selección nacional de Guyana por primera vez para los partidos contra Surinam y Martinica.

## Vida personal
Nacido en Inglaterra, Jones es hijo de padre jamaiquino y madre guyanesa. En julio de 2023 inició el proceso para obtener un pasaporte guyanés para poder jugar con la selección nacional de Guyana.

## Estadísticas
A partir del 4 de enero de 2025.
| Club                      | Temporada    | Liga                          | Liga | Liga  | National cup | National cup | Copa Continental | Copa Continental | Otro | Otro  | Total | Total |
| Club                      | Temporada    | División                      | Part | Goles | Part         | Goles        | Part             | Goles            | Part | Goles | Part  | Goles |
| ------------------------- | ------------ | ----------------------------- | ---- | ----- | ------------ | ------------ | ---------------- | ---------------- | ---- | ----- | ----- | ----- |
| Tooting & Mitcham United  | 2017–18      | Isthmian League Premier       | 26   | 1     | 0            | 0            | —                | —                | 1    | 0     | 27    | 1     |
| Tooting & Mitcham United  | 2018–19      | Isthmian League South Central | 29   | 9     | 3            | 0            | —                | —                | 3    | 1     | 35    | 10    |
| Tooting & Mitcham United  | Total        | Total                         | 55   | 10    | 3            | 0            | 0                | 0                | 4    | 1     | 62    | 11    |
| Middlesbrough             | 2019–20      | EFL Championship              | 0    | 0     | 0            | 0            | 0                | 0                | —    | —     | 0     | 0     |
| Middlesbrough             | 2020–21      | EFL Championship              | 0    | 0     | 1            | 0            | 0                | 0                | —    | —     | 1     | 0     |
| Middlesbrough             | 2021–22      | EFL Championship              | 42   | 1     | 3            | 0            | 1                | 0                | —    | —     | 46    | 1     |
| Middlesbrough             | 2022–23      | EFL Championship              | 34   | 3     | 1            | 0            | 0                | 0                | 2    | 0     | 37    | 3     |
| Middlesbrough             | 2023–24      | EFL Championship              | 35   | 8     | 1            | 0            | 5                | 1                | —    | —     | 41    | 9     |
| Middlesbrough             | 2024–25      | EFL Championship              | 21   | 0     | 0            | 0            | 2                | 0                | —    | —     | 23    | 0     |
| Middlesbrough             | Total        | Total                         | 132  | 12    | 6            | 0            | 8                | 1                | 2    | 0     | 148   | 13    |
| St Johnstone (loan)       | 2019–20      | Scottish Premiership          | 0    | 0     | 1            | 0            | 0                | 0                | —    | —     | 1     | 0     |
| Queen of the South (loan) | 2020–21      | Scottish Championship         | 11   | 1     | 1            | 0            | 0                | 0                | —    | —     | 12    | 1     |
| Career total              | Career total | Career total                  | 198  | 23    | 11           | 0            | 8                | 1                | 6    | 1     | 223   | 25    |

## Palmarés

### Distinciones individuales
| Distinción                                         | Año   |
| -------------------------------------------------- | ----- |
| Jugador del mes de la EFL Championship (diciembre) | 2021. |